# Delfi Technologies
Delfi Technologies är ett danskt företag som grundades 1988. Företaget levererar IT-lösningar för att läsa av varuidentiter i butiker.
Företaget är privatägt av ägaren och VD Palle Svendsen. Företaget har över 140 anställda med kontor i Danmark, Sverige, Norge, Tyskland, Italien och Vietnam